# Desavoueren
Wanneer een diplomaat een akkoord heeft gesloten waarvan zijn regering meent dat dat buiten zijn volmacht valt, kan de regering de vertegenwoordiger desavoueren. De regering geeft daarmee te kennen dat het bereikte akkoord niet zal worden nageleefd of geratificeerd omdat de vertegenwoordiger "buiten zijn boekje" ging.
Tot in de 19e eeuw moesten diplomaten vertrouwen op de instructie die zij van hun regering hadden meegekregen. Er was nog geen telegraafsysteem waarmee men voortdurend contact kon houden. Zo kon het voorkomen dat er misverstanden over bevoegdheden rezen.
Een desavouering wordt in de diplomatie gezien als gezichtsverlies voor een diplomaat en het woord heeft in het dagelijks spraakgebruik de betekenis "loochenen" gekregen.